# Ismeretlen ismerős
Az Ismeretlen ismerős 1989-ben bemutatott zenés magyar gyerekfilm, melyet Rózsa János rendezett, felesége, Halász Judit főszereplésével. A gyerekek körében évek óta különösen népszerű színművésznő ebben a filmben is számos dalt énekel, melyek részben rangos magyar költők megzenésített versei.

## A cselekmény
|  | Alább a cselekmény részletei következnek! |

A magányos színésznőnek senkije sincs, akit szerethetne. A gyermekotthonból hazavisz egy kisfiút. Az az elképzelése, hogy ha jól megértik egymást, akkor örökbe fogadja a gyereket. A kisfiú azonban nem egy hétköznapi gyerek: egy helikofferen érkezett a Földre, a rendőrök vitték be az otthonba. A földöntúli kisfiú nem az a kimondottan jó gyerek, nem csoda, ha a színésznő lassan elveszíti iránta a türelmét. Dani megtanítja őt arra, hogy figyeljen másokra is, ne csak saját magára. Fokozatosan megkedvelik egymást. A kisfiú azt tanácsolja a színésznőnek, hogy a kicsik örömére énekeljen gyerekdalokat. Noha Daninak végül a helikofferében vissza kell utaznia az övéihez, ittléte nem volt felesleges: a színésznő a továbbiakban már nem egy, hanem nagyon sok gyereket szerethet, és okozhat nekik örömet a dalaival.
|  | Itt a vége a cselekmény részletezésének! |

## A dalok
Valamennyi dalt Halász Judit énekli, a legelsőben közreműködik Szabó Dani.
1. Mit tehetnék érted (Bródy János)
2. Az én autóm (Bródy János)
3. Ezer nevem (Móricz Mihály – Zelk Zoltán)
4. A szavak (Bródy János)
5. Cigánydal (részlet) (Móricz Mihály – Babits Mihály)
6. Felhő (Tolcsvay László – Szép Ernő)
7. Majomország (Bródy János – Weöres Sándor)
8. Micimackó és barátai Babits Mihály versét éneklik (Bródy János)
9. Fülemüle (Szörényi Szabolcs – Weöres Sándor)
10. A sündisznó (Bródy János)
11. Szomszéd néni meséje (Móricz Mihály – Kassák Lajos)
12. Talált tárgyak (Bródy János)
13. Március (Móricz Mihály – Áprily Lajos)
14. Ismeretlen ismerős (Bródy János)

A dalok, amelyek a filmzene albumon nincsenek rajta, de a filmben elhangzanak:
1. A magány (Bródy János)
2. Amikor én még kislány voltam (Szörényi Levente – Bródy János)
3. Boldog születésnapot (Bródy János)
4. Neked így, nekem úgy (Bródy János)
5. Sehallselát Dömötör (Bródy János – Weöres Sándor)
6. Macskapiac (Bródy János – Csoóri Sándor)
7. Micimackó (Bródy János – A. A. Milne – Karinthy Frigyes)
8. Játsszunk együtt (Bródy János)
9. Helikoffer (Bródy János)

## Kritikai visszhang
„A videóklipek egydimenziós, széttöredezett »sztorijaira« emlékeztetnek a film történései, a lazán kötődő részleteket a dalok tartják össze. A szereplőknek nincs valódi jelenbeli sorsuk, csak pillanatnyi érvényességű kapcsolatuk a tárgyi világgal és emberi környezettel; hogy mikor mi történik és ki, mit cselekszik, annak nincs belső logikája, csak koreográfiája van. Egy sor önmagában egyébként szórakoztató és színészileg jól megoldott részlet funkcióját tekintve tölteléknek hat. (Pedig Eperjes Károly csillogó kabinetalakításában az elvált férj jelenetei, például, a film legmókásabb percei.) E fenntartások, meglehet, csupán egy felnőtt hamvába holt fontoskodásai a gyerekek szemében, akiknek elsősorban készült a film. Akik soha meg nem unják hallgatni Halász Judit énekét Bródy János dallamaira, és akik titokban mind beülnének az elragadóan játszó kis Szabó Dani mellé, a kopott vulkánfiber helikofferbe, hogy huss, elrepüljenek vele a boldog ismeretlenbe.”

(Bársony Éva: Videóklip-mese. In: Filmvilág 1989/3, 23. oldal)

## Főszereplők
- Halász Judit (színésznő)
- Eperjes Károly (férj)
- Szabó Dani (kisfiú)
- Garas Dezső (apa)
- Bodnár Erika
- Olsavszky Éva
- Gaál Erzsébet
- Hollán Tamás
- Puskás Tamás
- Szacsvay László
- Farkas Antal
- Jászai Jolán
- Vajda László
- Hunyadkürti István
- Horesnyi László
- Koós Olga